# Тарасов Дмитро Євгенович
Дмитро Євгенович Тарасов (рос. Дмитрий Евгеньевич Тарасов; 13 лютого 1979, м. Хабаровськ, СРСР — 14 червня 2023) — російський хокеїст, лівий нападник.

## З життєпису
Вихованець хокейної школи «Амур» (Хабаровськ). Виступав за «Амур» (Хабаровськ), «Салават Юлаєв» (Уфа), «Динамо» (Москва), «Спартак» (Москва), «Сибір» (Новосибірськ) і «Амур» (Хабаровськ). У Континентальній хокейній лізі провів 393 матчі (64+98).
Досягнення
- Чемпіон Росії (2008).